# Merlin contre le Père Noël
Merlin contre le Père Noël est un spécial-TV de Noël d'animation franco-belge de 28 minutes adapté de la bande dessinée de Joann Sfar et José-Luis Munuera, et diffusé le 31 décembre 2003 sur France 3.

## Synopsis
Le téléfilm est inspiré du deuxième tome de la série de bande dessinée Merlin créée par Joann Sfar et José-Luis Munuera en 1999.
La nuit de Noël, Merlin et ses amis, le cochon Jambon et l'ogre Tartine décident de veiller pour voir à quoi ressemble le Père Noël. Après avoir ingurgité une potion de Merlin, le Père Noël se transforme en un horrible ogre qui s'enfuit en kidnappant tous les enfants du village.

## Fiche Technique
- Titre original : Merlin contre le Père Noël
- Réalisation : Serge Elissalde
- Auteur BD : Joann Sfar, José-Luis Munuera
- Scénaristes : Catherine Taillefer
- Musiques : Arno, Mathieu Aschehoug
- Générique : Arno
- Origine :  France  Belgique
- Maisons de production : Les Films de l'Arlequin, Belvision France, RTBF.

## Voix
- Marc Brunet
- Jean-Pierre Drouin
- Didier Dufresne
- Christian Neupont
- Belkacem Tatem
- Mathias Van Kache
- Serge Avédikian
- Renaud Castel
- Mathieu Colonna
- Dinis Cunha
- Margaux Huijbregts
- Philippe Rigot

## Produits dérivés
- 2005 : édition DVD par Citel vidéo